# Dag Knutson
Dag Knutson, född 1 oktober 1898 i Paris, död 25 juni 1985 i Gränna, var en svensk läkare.
Dag Knutson var son till musikern Knut Andersson. Efter studentexamen i Djursholm blev han 1921 medicine kandidat och 1931 medicine licentiat vid Karolinska Institutet. Knutson blev extraordinarie underläkare vid Serafimerlasarettets medicinska klinik 1931, underläkare vid dess medicinska poliklinik 1935, biträdande läkare där 1937 och förste underläkare vid dess medicinska klinik 1938. Hans främsta insats föll inom medicinarnas och läkarnas kårorganisationer. Han var ordförande i Medicinska föreningen 1925–1928, i Stockholms studentkårers förbundsstyrelse 1928–1932 och i Sveriges förenade studentkårer 1928–1931 samt i Sveriges yngre läkares förening 1935–1943 samt var ordförande i Sveriges läkarförbund från 1946. Knutson skrev ett antal artiklar och inlägg i socialmedicinska och fackliga frågor.